# خط الخلافة على العرش المغربي
خط الخلافة على العرش المغربي هو خط (ترتيب) الأشخاص المؤهَّلين لوِراثة عرش المملكة المغربية طِبقا لما ينص عليه الدستور المغربي في الفصل 41 من الباب الثالث الذي ينص على:
| خط الخلافة على العرش المغربي | إن عرش المغرب وحقوقه الدستورية تنتقل بالوراثة إلى الولد الذكر الأكبر سنا من ذرية جلالة الملك محمد السادس، ثم إلى ابنه الأكبر سنا وهكذا ما تعاقبوا، ما عدا إذا عين الملك قيد حياته خلفا له ولدا آخر من أبنائه غير الولد الأكبر سنا، فإن لم يكن ولد ذكر من ذرية الملك، فالمُلك ينتقل إلى أقرب أقربائه من جهة الذكور، ثم إلى ابنه طبق الترتيب والشروط السابقة الذكر. | خط الخلافة على العرش المغربي |

## قواعد الخِلافة على العرش الملكي
الملك الحالي للمغرب هو محمد السادس. تنص المادة 20 من الدستور المغربي لعام 1996 على أن ولاية العهد المغربية والحقوقها الدستورية تنتقل بالوراثة من الأب إلى الابن، حيث تتوالى في خط مباشر من الذكور وللأكبر من ذرية جلالة الملك(مثال:محمد السادس هو أكبر أبناء الملك الراحل الحسن الثاني)، ما لم يُعين هذا الأخير خلفا له من بين أبنائه بخلاف البكر أثناء حياته. وفي حالة عدم تواجد السليل في خط مباشر من الذكور(توضيح:إذا لم يكُن للملك ابن ذكر)، فينتقل الحق في وراثة العرش، وبالشروط نفسها، إلى أقرب الذكور بضمان الدستور (مثال: أخ الملك).

## خط الخلافة
- الملك يوسف (1882–1927)
  -  محمد الخامس بن يوسف (1909–1961)
    -  الحسن الثاني بن محمد (1929–1999)
      -  محمد السادس بن الحسن (ولد 1963)
        - (1) الحسن بن محمد (ولد 2003)

      - (2) رشيد بن الحسن (ولد 1970)
        - (3) الأمير مولاي أحمد (ولد 2016)
        - (4) الأمير مولاي عبد السلام (ولد 2022)

    - عبد الله بن محمد الخامس (1935–1983)
      - (5) هشام بن عبد الله (ولد 1964)
      - (6) إسماعيل بن عبد الله (ولد 1981)
        - (7) الأمير مولاي عبد الله (ولد 2010)

  - الأمير مولاي إدريس (1908–1962)
    - مولاي علي العلوي (1924–1988)
      - (8) مولاي عبد الله بن علي العلوي (ولد 1965)
      - (9) مولاي يوسف العلوي (ولد 1969)